# Sérgio Murilo
Sérgio Murilo Moreira Rosa (Rio de Janeiro, 2 de agosto de 1941 — Rio de Janeiro, 19 de fevereiro de 1992) foi um cantor e compositor brasileiro, que fez parte da pré-Jovem Guarda. O cantor integrou movimento que incluía cantores como os irmãos Celly Campello e Tony Campello, além de Ronnie Cord, Carlos Gonzaga, Wilson Miranda, entre outros.
Começou a cantar no programa Trem da Alegria comandado pelo Trio de Osso, composto por Yara Salles, Heber de Bôscoli e Lamartine Babo, que fez muito sucesso na Rádio Nacional do Rio de Janeiro no início dos anos 1950.

## Biografia
Sérgio Murilo ou Sérgio Murillo, como passou a assinar mais tarde, nasceu no bairro do Catete, Rio de Janeiro. Filho caçula de Izaltina Moreira Rosa, que tinha como apelido Zazá, (nascida em 28 de dezembro de 1917) e de Paulo de Almeida Rosa (nascido em 19 de julho de 1913), teve uma única irmã, Angélica Maria Moreira Rosa Lerner (Nascida em 16 de junho de 1940).

### Rádio e cinema
Aos 8 anos, já se apresentava como calouro no programa de Trem da Alegria da rádio Tamoio. Aos 12 anos foi apresentador infantil da TV Rio. Nessa época ganhou diversos prêmios. Aos 15 cantava no programa Os Curumins, também na rádio Tamoio. Em 1956 apresentou, ao lado de Sônia Müller, o programa de calouros infantis Gente Importante.
Antes de gravar seu primeiro disco apareceu em alguns filmes da Atlântida, o primeiro foi A Grande Vedete, onde faz uma pequena participação como um entregador de flores. No mesmo ano integra o elenco de Alegria de Viver, primeiro filme brasileiro a usar o rock na trilha sonora e onde interpretou o personagem Jorginho. A protagonista do filme, a grande estrela da Atlântida, Eliana Macedo, teve Sérgio Murilo como professor, que a ensinou os passos de rock que a atriz apresenta nessa comédia musical de 1958. [carece de fontes?]

### Os primeiros registros musicais
Com suas participações no programa do ator Paulo Gracindo na Rádio Nacional, acabou por conhecer o compositor Edson Borges de Abrantes, o "Passarinho", que o ajuda a conseguir um contrato com a Columbia. Ainda em 1958 foi lançado seu primeiro disco (78 rotações), no qual interpretou a toada Mudou Muito e o samba canção Menino Triste, ambos de autoria de Edson Borges, sendo a primeira em parceria com Enrico Simonetti.
Em 1959 lança mais um disco com as canções Marcianita e Se Eu Soubesse. A primeira, uma versão de Fernando César para a canção homônima dos compositores chilenos Marcone e Alderete. Essas duas canções foram incluídas no primeiro álbum de estúdio de Sérgio Murilo pelo selo Columbia.
Marcianita foi um dos maiores hits de Sérgio, que foi o primeiro cantor a gravá-la em português, e se tornou um clássico do rock no Brasil. Em 1960 grava outro grande sucesso: Broto Legal, versão de Renato Corte Real para H. Earnhart.
Entre 1960 e 1962, portanto em pleno sucesso, apresentou ao lado de Sônia Delfino, na TV Tupi/Rio, o Alô Brotos, programa que recepcionava calouros, dentre eles Wilson Simonal, Jorge Ben, Roberto Carlos e Wanderléa.
Também em 1960 participou do filme Matemática, 0... Amor, 10, cantando a música Rock de Morte, ao lado do grupo The Avalons. Essa música é uma das faixas do segundo álbum de estúdio do cantor, Novamente Sérgio Murilo, que ainda conta com o grande sucesso Broto Legal, versão de I'm in Love.

### Primeiro rei do rock no Brasil
Em 1961, por votação popular conduzida pela Revista do Rock, de Janet Adib, é eleito o Rei do Rock no Brasil. Ao seu lado, Celly Campello foi eleita a Rainha do Rock. A capa de uma edição de fevereiro de 1962, da Revista do Rock, é estampada com a imagem de Sérgio Murillo e também com a de Celly Campello, que também foi eleita a Rainha do Rock, devidamente enfaixados e coroados.
Também em 1961 é lançado no Peru pelo selo Columbia um single com as músicas "Bikini Amarillo a Lunares Diminuto, Justo" com acompanhamento de "Bob Rose y su Conjunto".
Ainda em 1961 grava o seu terceiro álbum de estúdio, com o título Baby, nome de uma das faixas do LP. Astor Silva e Renato Corte Real são os autores da música Baby, que também fez parte da coletânea Classic Colletion Vol.3, de 1996. Há também uma versão em espanhol lançada originalmente no Peru do álbum Baby.

### Na geladeira
Desentendendo-se com a sua então gravadora, a Columbia, ficou entre 1962 e 1964 sem gravar. Teve que esperar o fim da vigência do contrato para estar livre e migrar para outro selo. 
“A aventura internacional foi a maneira encontrada por Sérgio Murillo para auto-produzir sua carreira. No Brasil o cantor questionou o esquema de pagamento de direitos autorais." (Beto Feitosa, no blog Ziriguidum).
Com o contrato de Sérgio engavetado a Columbia passou a investir em Roberto Carlos. Paulo Cesar de Araújo, autor da biografia Roberto Carlos em Detalhes, e Marcelo Fróes, no seu livro Jovem Guarda em Ritmo de Aventura, mencionam as desavenças dos artistas em entrevistas. Roberto dizia que se chateava ao ouvir os discos de Sérgio. Já Sérgio enviava indiretas para Roberto.

### El Muchacho de Oro del Brasil
Sem gravadora no Brasil o cantor passou a mirar países da América Latina. Acabou conquistando de modo especial o Peru, país onde recebeu o prêmio de Artista Estrangeiro Mais Popular e o Microfone de Prata em 1963, por sua interpretação da música Marcianita.
"A carreira de Sergio Murilo era considerada uma das mais promissoras de todo o Brasil... uma desavença com sua gravadora  redundou num corte abrupto na sua ascensão... ficou dois anos sem gravar até que o contrato com sua gravadora terminasse, o jovem cantor não conseguiu rescisão ou anulação do compromisso... decidiu abandonar sua carreira no Brasil e tentar a sorte em outros lugares. Visitou vários países da América do Sul, e conseguiu a custa de muito esforço e dedicação um lugar de real destaque." - Revista São Paulo na TV - maio de 1965

### Mudança de repertório
Em 1964 chega ao fim a vigência do contrato com a Columbia. Com isso, nesse mesmo ano, o músico assina contrato com a RCA Victor e faz sua estreia na gravadora com um compacto simples contendo as músicas Festa de Surf (Carlos Imperial) e Dá-me Felicidade (versão de Rossini Pinto para Free Me). Ainda em 1964 lança o seu quarto álbum de estúdio, SM 64, que marca uma mudança de repertório: antes baseado em twists e versões de Paul Anka e Neil Sedaka. Neste novo trabalho há o registro de O Rei da Brotolândia, de Erasmo Carlos e Duas Bonequinhas, de Erasmo Carlos/Roberto Carlos. Em 1965 fez parte da coletânea Nova Geração, juntamente de artistas como Ronnie Cord, Rosemary, Cidinha, Adylson Ramos, Cyro Aguiar e José Ricardo.
Também em 1965 lançou compacto simples com as canções "Te Agradeço Porque, versão de Aldacir Louro para "Ti Ringrazio Perché", de BardottiG. F. Reverberi e G. P. Reverberi,  e "Você É de Chorar", de José Messias. Em 1966 lançou o compacto duplo "Sérgio Murilo", com as músicas Lucifer, de Baby Santiago, Dançando o Letkiss (Doin' The Jenks)", de J. Rohde, versão de Rossini Pinto para Doin' The Jenks, de J. Rohde; "Shake", versão de Erasmo Carlos para S. Cooke, e "Para Esquecer Você", de Rossini Pinto e Valdir Correia. Em 1966 lança mais um compacto duplo onde são incluídas Lucifer e Dançando o Letkiss, músicas do compacto duplo anterior, que se juntam às músicas Brotinho Apaixonado e Lá Vai Ela. Esse disco também é lançado em Portugal, pelo selo RCA Victor. Nesse mesmo ano é lançado mais um compacto duplo com as músicas: O Dragão, O Pequeno Gastronauta, Brotinho Apaixonado e Eu te Saúdo Madame. Também nesse mesmo ano há o lançamento do quinto LP da carreira de Sergio Murilo, o último pela RCA Victor, com músicas como: O Pão (Reginaldo Rossi, Namir Cury, Orácio Faustino) e Ela Tem que ser Meu Bem (Isaias Souza).
Ainda em 1966 lança o seu primeiro disco pela Continental, a sua nova gravadora. Trata-se de um compacto simples com as músicas "Coraçãozinho", versão de Geraldo Figueiredo para Piccolo Cuore, de John Carter, Alquist e Ken Lewis e "Açúcar", versão de Nazareno de Brito para Zucchero, de Mogol, Ascri, Roberto Soffici e Roberto Guscelli, ainda nesse ano, no dia 16 de julho, nasce sua primeira sobrinha Karina Lerner. Em 1968 lança seu primeiro LP pela Continental com as músicas "A Felicidade", versão do grupo Beat Boys para La Felicidad, de Palito Ortega; o grande sucesso "A Tramontana", versão de Geraldo Figueiredo, para La Tramontana, de Daniele Pace e Mario Panzeri e etc.
Também em 1968 foi lançou o compacto com as músicas "A Tramontana" e "Pra Chatear (Caetano Veloso) que nesse mesmo ano fizeram parte do LP "A Grande Jogada e a Margarida", em que sete cantores cantam duas canções cada. Neste disco também há a participação de Serguei interpretando "Maria Antonieta sem Bolinhos" e "Sou Psicodélico".
Em 1969 as músicas M... de Mulher (F... Comme Femme - Salvatore Adamo/versão de Antônio Marcos; "Coraçãozinho" (Piccolo Cuore/versão de Geraldo Figueiredo); "Açúcar"(Zucchero)/ versão de Nazareno de Brito e "O que Somos na Vida" (Aujourd'Hui C'est Toi - Francis Lai e Pierre Barouh/versão de Nazareno de Brito fazem parte de seu compacto duplo.
Nesse mesmo ano lançou o sétimo álbum de estúdio, intitulado "Sérgio Murillo", com doze músicas.
Ainda em 1969 foi lançado no Peru o disco Sérgio Murillo en Castellano com as faixas em português, do LP anterior, versionadas ao espanhol. No disco em português há doze canções, já no em espanhol há onze. As músicas "A Diligência", e "Ordem Geral" ficaram de fora do disco lançado No Peru. Porém foi adicionada a música Tengo ao disco em espanhol. As músicas Tanta Chuva Em Meu Caminho (Tanta Lluvia Em Mi Camino), de Nenéo; Lia Não Existe (Lia No Existe), de Fábio e Paulo Imperial, e As Estradas (Solitário Y Vagabundo), de Tom Gomes e Luis Vagner, todas em versões de Pocho Pérez.
Em 01 de dezembro de 1969 foi lançado o álbum Natal Feliz, do selo Continental, no qual Sérgio Murillo interpreta a música Sinos de Belém (Jingle Bells).

### Década de 1970
Em 1970 lançou compactos simples pela Continental com as músicas "Tenho"/"A Guitarra"; "Tanta Chuva em Meu Caminho"/ "O que eu Quero, é Viver"; "A Diligência/Um Garoto Como Eu".
Em 1971 é a vez do compacto duplo com as músicas OHO-AHA (A. González/J.L. Avallaneda) versão de Nazareno de Brito, Falei e Disse (Antônio Cláudio/Sérgio Murillo), "Tomando um Café" (Tomando Hablamos de Amor) (Palito Ortega) e "Viver e Deixar Viver"(Jacobina/Nazareno de Brito).
Em 1972 há o lançamento do compacto simples com as músicas "Ande Rapaz" e "Toda Colorida" (Eustáquio Sena). Em 1975 é lançada pela gravadora Entré/CBS a coletânea "Os Grandes Sucessos de Sérgio Murilo" e também do compacto com as músicas "Misaluba"/"Dá Logo a Decisão".
Em 1978, no auge da Era Disco, lançou no Peru, pela gravadora Odeon, um compacto com as músicas "Una Mosca en la Sopa" e "Quién es Ella", essa última em ritmo de disco music/música disco. A primeira é uma versão de Sérgio Murillo para "Mosca na Sopa" de Raul Seixas. A segunda é uma versão para "Quem é Ele", música que fez grande sucesso no Brasil, na voz de Miss Lene.

### Broto Legal de volta às paradas
Em 1976 participou da trilha sonora da novela Estúpido Cupido, transmitida pela emissora Rede Globo, interpretando a música Broto Legal e repetindo o sucesso de quando a cantou pela primeira vez em 1960. A música foi tema das personagens Mederiquis (Ney Latorraca).

## Embaixador da Jovem Guarda
"Em meados da década de 2010 o site Senhor F entrevistou Alberto Maravi, fundador da INFOPESA (Indústria Fonográfica Peruana), gravadora responsável pela divulgação da cumbia e outros ritmos musicais. Nessa entrevista Maravi falou sobre a cumbia psicodélica peruana, a cumbia amazônica e também contou sobre sua passagem pelo Brasil, país em que ele morou por certo tempo e trabalhou na Rádio Tupi e no selo Chantecler. Maravi também falou sobre o êxito da Jovem Guarda no Peru:
"A Jovem Guarda teve muito êxito em nosso país graças à chegada e apresentações de Sergio Murillo, que visitava  o país constantemente e interpretou sucessos da Jovem Guarda em espanhol, músicas que fizeram grande sucesso na rádio e televisão, preparando o ambiente para Roberto Carlos e aos demais expoentes desta corrente musical. Pode-se considerar Sérgio Murillo como o embaixador deste gênero no Peru."

## Os últimos álbuns
Em 1989 lançou dois discos de forma independente: o primeiro, nomeado "Rei do Rock", é uma coletânea com alguns dos seus maiores êxitos como "Rei da Brotolândia", "Marcianita", "Domingo de Sol" e "Broto Legal". Celly Campello ajudou na produção desse trabalho.
O segundo foi o Tira-Teima, disco contendo 14 faixas, sendo que a maioria delas leva a assinatura do compositor Paulo Sette, seja sozinho ou em parceria.
A canção Tira-Teima que nomeia o disco é de autoria de Paulo Sette e de Leonardo de Souza. Já com Cícero Pestana divide a autoria das músicas "Curvas & Ciladas" e "Tapête Mágico". Sette e Pestana também foram os produtores desse álbum. Sendo que Cícero também produziu a coletânea "Rei do Rock".
Cícero Pestana é um dos integrantes da banda Dr. Silvana & Cia, banda que teve seu auge nos anos de 1980 e que emplacou o hit "Taca a Mãe pra Ver se Quica" e o mega hit "Serão Extra".

## Vida pessoal
Entrou para a Faculdade de Direito em 1964, segundo ele, por vaidade, e nessa época só se apresentava em shows esporadicamente. Terminou o curso, na Faculdade Cândido Mendes, no Rio de Janeiro, entre 1971 e 1972. A partir de então dedicou-se à advocacia, mas todos os anos gravava um compacto simples ou duplo com novas músicas. Além de ter se apresentado por toda a América Latina durante os anos de 1960, também chegou a se apresentar nos Estados Unidos onde morou no ano de 1975. E por boa parte dos anos 1980 morou na Itália onde trabalhou como artista plástico. Sérgio Murilo nunca se casou.

## Morte
Na época de sua morte, Sérgio Murilo morava com a sua mãe em Copacabana.
Parte de uma reportagem de uma revista mencionou o seguinte sobre o falecimento de Sérgio Murilo:
"O cantor Sergio Murilo morreu em 19 de fevereiro 1992, às 4:10, aos 50 anos, de atrofia cerebral e insuficiência renal em sua casa em Copacabana. Mergulhara numa depressão profunda, segundo sua irmã Angelica Maria Rosa Lerner, desde o lançamento, em 1989, de 2 discos que não obtiveram nenhuma resposta do público."
O velório ocorreu no cemitério do Catumbi-RJ. Agnaldo Timóteo e Eliete Veloso foram os únicos representantes do meio artístico na cerimônia.
De acordo com Agnaldo Timóteo o comportamento tímido de Sérgio o prejudicou:
"Muito introvertido e diplomata." "Hoje é preciso brigar senão o sistema te devora."
Miguel Sampaio, à época assistente de produção da Rádio Nacional, foi um dos poucos fãs presentes a lembrar os tempos áureos de Sérgio levantando o seu primeiro LP e também ajudou a levar o caixão até o local do sepultamento, ao lado de Agnaldo Timóteo; Cirilo Reis, da Rádio Nacional; e de Paulo Sette. Esse último, o compositor de boa parte das músicas do álbum Tira-Teima, o último trabalho de Sérgio Murilo, lançado em 1989.
Por iniciativa de Miguel Sampaio e Francisco do Leme Prado uma rua da cidade de Piracicaba, em São Paulo, foi nomeada "Rua Sérgio Murillo Moreira Rosa" em homenagem ao cantor.

## Post mortem
Em 1996, pela série Classic Collection, do selo Bruno Discos, foi lançado o CD "Sucessos de Sérgio Murilo", com músicas reunidas pelo cantor Albert Pavão e colecionadores de discos no Rio de Janeiro.
Em 2012 o LP Sérgio Murillo en castellano ganhou reedição pelo selo Discobertas. Além das onze músicas do disco original o álbum ganhou onze faixas bônus, nove delas em português, entre elas "Tenho", sucesso no Brasil na voz de Sidney Magal e Una Mosca En La Sopa, versão para "Mosca na Sopa", primeira regravação internacional de Raul Seixas.

## Filmografia
- Alegria de Viver  1958
- A Grande Vedete - 1958
- Matemática, 0... Amor, 10 - 1960

## Discografia
| Ano  | Álbuns de Estúdio       | Gravadoras           |
| ---- | ----------------------- | -------------------- |
| 1958 | Sérgio Murilo           | Columbia             |
| 1959 | Novamente Sérgio Murilo | Columbia             |
| 1961 | Baby                    | Columbia             |
| 1962 | Só Twist                | Columbia             |
| 1964 | SM-64                   | RCA Victor           |
| 1966 | Sérgio Murilo           | Continental          |
| 1969 | Sérgio Murilo           | Continental          |
| 1989 | Tira-Teima              | Fono Editorial Mirim |

#### Álbuns em Espanhol
| Ano  | Álbuns                                                          | Gravadoras            |
| ---- | --------------------------------------------------------------- | --------------------- |
| 1965 | Sérgio Murillo Canta em Español - El Muchacho De Oro del Brasil | RCA Victor (Peru) 🇵🇪  |
| 1969 | Sérgio Murillo en Castellano                                    | Continental (Peru) 🇵🇪 |

### EPs, Singles e Compactos
- 1958 Menino Triste/Mudou Muito. Columbia
- 1959 Se Eu Soubesse/Marcianita. Columbia
- 1960 Brotinho de Biquíni/Tudo Serás. Columbia
- 1960 Sérgio Murilo. Columbia
- 1960 Broto Legal/Quando Ela Sai. Columbia
- 1960 Olhos Cor do Céu/Se eu Soubesse/É Hora de Chorar/Trem do Amor. Columbia
- 1960 Oh Carol/Put Your Head  On My Should/Personalit/The Diary. Columbia
- 1961 Brotinho de Biquíni/Rock de Morte/Shimmy Shimmy/Ko-ko Bop/Tudo Serás. Columbia
- 1961 Broto Legal/Quando Ela Sai/My Home Town/Pegando Trinta. Columbia
- 1961 Merci Meu Bem/Balada do Homem Sem Rumo. Columbia
- 1961 Teenage Dance/Abandonado. Columbia
- 1964 Festa do Surf/Dá-me Felicidade. RCA Victor
- 1964 Lá vai ela/Sinfonia do Castelinho. RCA Victor
- 1965 Te Agradeço Porque/Você é de Chorar. RCA Victor
- 1966 Coraçãozinho (Piccolo Cuore)/Açúcar (Zucchero).  Continental
- 1968. Sérgio Murilo - A Felicidade (La Felicidad)/A Um Passo do Amor (Step Inside Love)/Tudo Que Vejo É Você (All I See Is You)/O Que Somos Na Vida (Aujourd'Hui C'est Toi).  Continental
- 1968. Sérgio Murilo - A Tramontana (La Tramontana)/Playboy/Romeu e Julieta/Lili Marlene. Continental
- 1969. M... De Mulher (F... Comme Femme)/Coraçãozinho (Piccolo Cuore)/Açúcar (Zucchero)/O Que Somos Na Vida (Aujourd'Hui C'est Toi).  Continental
- 1970. Tenho (Tengo)/A Guitarra (Joue Guitarre)  Continental
- 1970 Tanta Chuva em meu Caminho/O que eu Quero é Viver. Continental
- 1971. Tomando Café/Falei e Disse.    Continental
- 1972. Anda Rapaz/Toda Colorida.  Continental
- 1976.  Broto Legal/Marcianita. CBS
- 1978.  Una Mosca em la Sopa (Mosca na Sopa)/¿Quién es Ella? (Quem é Ele?)  Odeon del Peru

### Coletâneas
- 2001 Vitrola Digital - Sérgio Murillo - Warner Music[37]
- 1996 Classic Collection Vol.3 - Sergio Murillo - Bruno Discos
- 1989 Rei do Rock - Fono Editorial Mirim
- 1975 Os Grandes Sucessos de Sérgio Murillo Entré/CBS

### Participações
- 1960 LP As 14 Mais Columbia[37]
- 1960 LP Seleção de Sucessos 1960 Columbia
- 1960 LP Hit Parade dos E.E.U.U Columbia
- 1960 LP Matemática 0, Amor 10 Columbia[38]
- 1960 EP As 4 Mais, Vol.1 Columbia
- 1960 EP  As 4 Mais, Vol.2 Columbia
- 1960 LP As 14 Mais, Vol.II Columbia
- 1960 LP As 14 Mais, Vol.III Columbia
- 1961 EP As 4 Mais, Vol.III Columbia
- 1961 LP As 14 Mais, Vol.IV Columbia
- 1961 LP As 14 Mais, Vol.V Columbia
- 1963 LP Sucessos da Bossa Nova Entré/CBS
- 1964 LP Juventude Esquema 64 RCA
- 1965 LP Nova Geração RCA
- 1967 LP 12 Brasas Pra Você.  Independente
- 1968 LP As 14 Pr'a Frente Vol.3 Continental
- 1968 LP A Grande Jogada e a Margarida/A Tramontana e Pra Chatear. Continental[20]
- 1969 LP As 14 Pr'a Frente Vol.4 Continental
- 1969 LP As 14 Pr'a Frente Vol.5 Continental
- 1969 LP As 14 Pr'a Frente Vol.6 Continental
- 1969 LP Natal Feliz Continental
- 1971 LP Flash Back Jovem Guarda Musicolor/Continental
- 1976 LP Estúpido Cupido/Broto Legal - Trilha Sonora da novela da rede Globo - Som Livre.[39]
- 1976 LP Saudade Jovem Nacional/O Pão- 20 Sucessos Daquele Tempo - RCA Camden.[40]
- 1976 LP O Melhor da Jovem Guarda /Marcianita - Som Livre
- 1978. 4 Sucessos Nacionais/Tenho - Continental